# Natalia Lafourcade: Live at Carnegie Hall
Natalia Lafourcade: Live at Carnegie Hall es el segundo álbum en vivo de la cantautora mexicana Natalia Lafourcade. Fue lanzado el 6 de diciembre de 2024 por Sony Music México.
El álbum contiene, principalmente, canciones de los álbumes Hasta la Raíz (2015) y De Todas las Flores (2022), aunque también contiene pistas de Musas Vol. I (2017), Musas Vol. II (2018), Un Canto por México Vol. I(2020) y Un canto por México Vol. II (2021).
Este álbum en vivo cuenta con la participación de David Byrne, Jorge Drexler y Omara Portuondo.

## Antecedentes y lanzamiento
Para presentar y promocionar De todas las flores, Natalia Lafourcade ofreció su primer concierto en el Carnegie Hall de Nueva York el 27 de octubre de 2022, justo un día antes del lanzamiento oficial del álbum.
El concierto, grabado en el Auditorio Sternen, abrió paso al lanzamiento del álbum dos años después. Según Lafourcade, este trabajo «representa un momento que marcó su camino musical y es también un puente hacia una nueva etapa». Antes de este lanzamiento, Lafourcade presentó como sencillo «El lugar correcto», acompañado de un video musical.

## Lista de canciones
| Live at Carnegie Hall |                                             |                                  |          |  |
| N.º                   | Título                                      | Escritor(es)                     | Duración |  |
| 1.                    | «Intro»                                     | Natalia Lafourcade               | 2:10     |  |
| 2.                    | «De todas las flores»                       | Lafourcade                       | 5:19     |  |
| 3.                    | «Pasan los días»                            | Lafourcade                       | 7:04     |  |
| 4.                    | «El lugar correcto»                         | Lafourcade                       | 3:30     |  |
| 5.                    | «Pajarito Colibrí»                          | Lafourcade                       | 6:35     |  |
| 6.                    | «María la Curandera»                        | Lafourcade                       | 8:13     |  |
| 7.                    | «Caminar bonito»                            | Lafourcade                       | 3:56     |  |
| 8.                    | «Mi manera de querer»                       | Lafourcade                       | 4:08     |  |
| 9.                    | «Canta la arena»                            | Lafourcade, David Aguilar        | 4:20     |  |
| 10.                   | «Muerte – Intro» (con David Byrne)          | Lafourcade, Aguilar              | 1:36     |  |
| 11.                   | «Muerte» (con David Byrne)                  | Lafourcade, Aguilar              | 7:32     |  |
| 12.                   | «Cien años»                                 | Rubén Fuentes, Alberto Cervantes | 4:15     |  |
| 13.                   | «Lo que construimos»                        | Lafourcade                       | 4:21     |  |
| 14.                   | «Ya no vivo por vivir» (con Jorge Drexler)  | Alberto Aguilera Valadez         | 5:46     |  |
| 15.                   | «Alma mía»                                  | María Grever                     | 3:13     |  |
| 16.                   | «Tú me acostumbraste» (con Omara Portuondo) | Frank Domínguez                  | 4:38     |  |
| 17.                   | «Soledad y el mar» (con Omara Portuondo)    | Lafourcade, Aguilar              | 4:13     |  |
| 18.                   | «Hasta la raíz»                             | Lafourcade, Leonel García        | 4:34     |  |
| 19.                   | «Mi tierra veracruzana»                     | Lafourcade                       | 13:19    |  |
| 20.                   | «Nunca es suficiente»                       | Lafourcade, Daniela Azpiazu      | 6:29     |  |
| 1:45:11               |                                             |                                  |          |  |